# Mètode belga

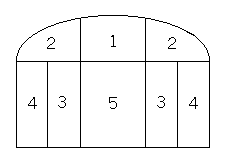
Mètode belga: esquema d'avanç per galeries

El mètode belga és un dels molts esquemes tradicionals d'excavar túnels amb tècniques poc mecanitzades (de fet, gairebé cada país tenia el seu mètode particular). Com tots els mètodes tradicionals, consisteix a excavar el túnel mitjançant galeries independents (unes més avançades que d'altres) i eixamplaments d'aquestes que formen en el seu conjunt l'àrea total d'excavació. Cada galeria i eixamplament s'apuntala convenientment per sostenir el terreny provisionalment, de manera que el sosteniment arriba en tot moment fins al front de l'excavació i aquest és sempre estable perquè la seva secció rarament supera els 5 m2. A més, l'apuntalament gairebé instantani de totes les galeries limita de forma satisfactòria les subsidències i assentaments en superfície i redueix considerablement la magnitud dels accidents. Amb aquest mètode rarament s'excaven túnels de més de 8 metres de llum lliure (11 comptant els murs laterals), cosa que el fa apte per a túnels de ferrocarril, deixant excavacions subterrànies més grans per al mètode alemany o l'austríac.

## Execució del Mètode
Segons aquest mètode, la primera galeria d'ésser excavada és la situada en la futura clau del túnel i té generalment una secció d'uns 3 m2, tot i que aquesta secció es pot reduir si el terreny és dolent. L'excavació es feia tradicionalment amb pics i, a partir de la dècada de 1960, amb l'ajuda de martells hidràulics. Juntament amb l'excavació d'aquesta galeria, la seva part superior es va apuntalant amb taulons i puntals, si pot ser de fusta de pollancre perquè canta quan el terreny empeny i accepta deformacions importants abans de trencar-se. Lleugerament darrere de l'excavació de la primera galeria (aproximadament un metre i mig), es procedeix al seu eixamplament, cap als costats (o a vegades també cap a sota) per formar la calota (part superior de l'excavació), sempre apuntalant immediatament o fins i tot abans (clavant bigues al terreny, si hi caben). Tots els puntals es recolzen sobre taulons per evitar que es clavin en el terreny. A més, la primera galeria excavada serveix també com a reconeixement del terreny, de manera que es pot adaptar l'avanç i la mida dels posteriors eixamplaments segons la qualitat del terreny excavat.
Un cop finalitzada l'excavació de tota la calota, es procedeix a encofrar i seguidament a omplir l'anell buit de formigó (d'uns, 80-100 cm de gruix), deixant perduts els taulons d'apuntalament (aquesta operació es realitzava antigament amb maons en lloc de formigó i no quedava res perdut). L'encofrat se sol fer per anells d'aproximadament dos metres i mig com a màxim.
La part inferior del túnel (o destrossa) s'excava també per fases, amb un retard de 5 o 6 anells per garantir l'enduriment del formigó. Hi ha, però, diverses variants en l'ordre d'execució d'aquestes últimes fases.
Una de les qüestions més delicades és l'execució dels murs laterals, ja que és on s'ha de recolzar la volta, ja construïda. Per tal de no descalçar-la, l'excavació i formigonat del mur es realitza mitjançant petits pous de recalçar, d'aproximadament dos metres i mig de longitud, amb les precaucions següents: fer coincidir el centre de cada pou de recalçar amb cada les juntes d'anells de la volta i no excavar mai dos pous en enfrontats. Aquesta operació pot ser complicada i perillosa si el terreny té poca cohesió i hi abunda l'aigua: si el terreny es mou la volta s'esquerda i pot arribar a trencar. Si es temen comportaments d'aquest tipus, l'únic remei és canviar el sistema d'execució cap al mètode alemany, que conforma els murs laterals abans d'executar la volta, de manera que no cal recalçar res. L'excavació s'efectua modernament amb maquinària de moviment de terres, però sempre cal repassar la geometria a mà.
L'última fase és la d'execució de la solera. Primerament s'efectua una excavació per encabir-la, donant-li la forma necessària perquè actuï de contravolta si és necessari. Les excavacions solen comprendre tota la llum del túnel tot i que també es poden fer per meitats; solen tenir una longitud d'entre 2,5 i 5 metres segons les característiques del terreny.
És molt important que l'excavació sigui ininterrompuda. Altrament, el terreny té tendència a tancar-se i es produeixen subsidències.

## Altres
Per aplicar correctament el mètode, el tècnic ha d'escollir bé els principals paràmetres de l'avanç: longitud d'avanç, quantitat d'apuntalament, longitud de l'anell de la volta, etc. Per altra banda, un altre punt crític en aquest mètode és aconseguir una adequada unió entre volta i murs laterals. Normalment, la unió s'aconsegueix injectant el junt per garantir un bon suport. Si el suport no és bo, la volta pot descendir tot causant problemes de descompressió si el túnel és poc profund.
Els principals inconvenients del problema són tres:
- La imperiosa necessitat de mà d'obra especialitzada. Això pot comportar la impossibilitat d'atacar en gaire fronts per manca de personal amb experiència.
- Tot i la seguretat addicional que comporta l'avanç en petites galeries, existeix un risc força més elevat que en el cas d'excavació amb escuts.
- És un mètode amb rendiments força més baixos que altres mètodes i són variables en funció del terreny travessat.

Aquest és un dels pocs mètodes tradicionals (juntament amb l'alemany) i el de Sant Gotthard que ha sobreviscut al pas dels anys, ja que encara s'usa (tot i que molt poques vegades). Per exemple, un exemple modern als Països Catalans el trobem en el túnel a Terrassa per al perllongament del ferrocarril d'ample internacional Barcelona - Sant Cugat del Vallès - Terrassa.
Aquest mètode també ha estat molt usat en el metro de Madrid, on l'autoprohibició de construcció amb mètodes de front obert com el nou mètode austríac l'ha convertit en una de les tècniques més usades des de les seves primeres excavacions fins a les modernes ampliacions. Les característiques del subsòl madrileny han permès d'arribar a alts rendiments i costos molt reduïts amb aquest mètode: Colombia - Nuevos Ministerios (1727 m en 17 mesos i 6 fronts), tram a Fuenlabrada (413 m en 9 mesos, 1 front), tram entre Fuenlabrada i Getafe (1193 m en 15 mesos)... És per això que el mètode belga és conegut a Madrid com al mètode clàssic (o tradicional) de Madrid.